# Анекдот про поляков
Анекдот про поляков (англ. polish jokes) — элемент англоязычного этнического юмора, основанный на отрицательных стереотипах об этнических поляках.
«Анекдот про поляков» относится к категории контекстных шуток (то есть шуток, понимание которых требует от аудитории предварительного знания того, что такое анекдот про поляков). Подобно всем дискриминационным анекдотам, анекдоты про поляков основаны на предвзятых представлениях слушателя и его аффективной неприязни. Часто в контексте шутки используется уничижительное название поляков, например, «polack» на английском языке.
Например, шутка про лампочку:
В: Сколько поляков нужно, чтобы поменять лампочку?
O: Три: один, чтобы держать лампочку, и два, чтобы поворачивать лестницу.

## История
Некоторые из польских анекдотов начала XX века, возможно, появились до Второй мировой войны в спорных приграничных регионах, таких как Силезия, то есть возникли не в нацистской Германии, а гораздо раньше в виде региональных анекдотов, основанных на исторических, социальных и классовых различиях. Тем не менее эти шутки были позже подпитаны этнической неприязнью, распространяемой немецким руководством и национал-социалистической пропагандой, которая пыталась оправдать нацистские преступления против этнических поляков, представляя их неполноценными людьми на том основании, что они не были немцами.
Польские американцы стали предметом уничижительных шуток в то время, когда польские иммигранты в значительном количестве перебрались в Америку, спасаясь от массовых преследований у себя дома, устроенных Фридрихом Великим и царём Николаем I. Они устраивались на единственную доступную им работу, обычно требующую физического труда. Те же стереотипы, связанные с работой, сохранялись даже после того, как в середине XX века польские американцы стали частью среднего класса. В эпоху Холодной войны, несмотря на сочувствие в США к польскому народу, находящемуся под властью коммунистов, негативные стереотипы о польских американцах сохранились, в основном благодаря участию кинематографических и телевизионных СМИ.
Некоторые анекдоты про поляков были привезены в Америку немецкими перемещёнными лицами, бежавшими из разрушенной войной Европы в конце 1940-х годов. Во время политических преобразований в контролируемом Советским Союзом Восточном блоке в 1980-х годах в Восточной Германии против профсоюза «Солидарность» были возрождены гораздо более ранние немецкие антипольские настроения, восходящие к политике Отто фон Бисмарка и преследованию поляков во времена Германской империи. Анекдоты про поляков стали обычным явлением, напоминая некоторые шутки, распространённые при нацистах.
Пример: 
В: Как немцу превратиться в поляка?
O: Обратиться к хирургу с просьбой удалить 99% мозга.
По словам Кристи Дэвис, американские версии анекдотов про поляков не являются «чисто американским феноменом» и не выражают «историческую ненависть Старого Света». Эта точка зрения оспаривается исследователями Польско-американского журнала, которые утверждают, что отношение к полякам сформировано нацистской и советской пропагандой.

## Негативные стереотипы

### Соединённые Штаты
Продолжаются споры о том, были ли ранние анекдоты про поляков, принесённые немецкими иммигрантами в такие штаты, как Висконсин, напрямую связаны с волной американских анекдотов начала 1960-х годов. С конца 1960-х годов польско-американские организации постоянно прилагали усилия, чтобы бросить вызов негативным стереотипам по отношению к польскому народу, когда-то распространённым в американских СМИ. В 1960-х и 1970-х годах в телевизионных шоу, таких как «Все в семье» (All in the Family), «Вечернее шоу» (The Tonight Show) и «Смех-в» (Laugh-In ) часто использовались шутки, воспринимаемые американскими поляками как унизительные. Анекдоты про поляков, прозвучавшие в 1970-х годах, заставили польское министерство иностранных дел обратиться в Государственный департамент США с жалобой, которая в конечном счёте не имела никакого эффекта. Документальный фильм 2010 года «Полак» Джеймса Кенни исследует источники анекдотов про поляков в Америке, прослеживая их в истории и в современной политике. Характеристика польских американцев в пьесе Дэвида Айвса «Польская шутка» привела к ряду жалоб польской диаспоры в Соединённых Штатах.
Книга «Голливудская война с Польшей» показывает, что во время Второй мировой войны (и далее) в Голливуде негативное представление о польском народе было «отсталым», показывающим поляков как людей с низким интеллектом. Книга поддерживает утверждение Польско-американского журнала, что исторически Голливуд был плодородной почвой для антипольских предрассудков, основанных на его левых/просоветских симпатиях.
Комитет по борьбе с фанатизмом Польско-американского конгресса был создан в начале 1980-х годов для борьбы с антипольскими настроениями, включая «анекдоты про поляков». Известные публичные случаи включают протесты против использования шуток Дрю Кэри (начало 2000-х) и Джимми Киммела (2013) во время выступлений в сети ABC.

### Германия
В 1990-х годах популярная культура в Германии пережила всплеск анекдотов про поляков. В своих телевизионных шоу такие артисты, как Харальд Шмидт или Томас Кошвиц, шутили о польской экономике или увеличении угонов автомобилей в Германии, приписываемых полякам:
Was ist der neueste Werbeslogan der Tourismus-Branche für Polen?
«Kommen Sie nach Polen — Ihr Auto ist schon da.»
Каков последний рекламный лозунг польских туристических агентств?
«Приезжайте в Польшу! Ваш автомобиль уже там!»
В таблоиде «Bild» использовались стереотипные заголовки о Польше. Это вызвало общественное недовольство среди немецкой и польской интеллигенции, но во второй половине десятилетия опасения воровства даже привели к уменьшению числа немецких туристов, посещающих Польшу. Наибольший процент иностранных туристов в Польше, превышающий 1,3 миллиона ежегодно, прибывает из Германии. В последние десятилетия было замечено, что общественный имидж Польши в самой Германии был в значительной степени сформирован стереотипными шутками.

## Рекомендации
- David Ives, Polish Jokes and other plays, ISBN 0-8021-4130-7